# ズールー戦争 (映画)
『ズールー戦争』（ズールーせんそう、Zulu Dawn）は、1979年のアメリカ合衆国・南アフリカ共和国・オランダ・イギリスの戦争映画。監督はダグラス・ヒコックス、出演はバート・ランカスターとピーター・オトゥールなど。
ズールー戦争の前半、英国の一部隊が全滅した故事を描く。1964年の映画『ズール戦争』より後に作られた作品だが、物語としては以前の出来事が取り上げられている。
日本では劇場未公開で、最初にソフト化された際のタイトルは『ズールー戦争/野望の大陸』。

## キャスト
- チェルムスフォード男爵: ピーター・オトゥール
- アンソニー・ダーンフォード（英語版）大佐: バート・ランカスター
- ウィリアム・ヴェレカー中尉: サイモン・ウォード
- ヘンリー・プーリーン（英語版）大佐: デンホルム・エリオット
- ブルームフィールド補給曹長: ピーター・ヴォーン
- タインマス・メルヴィル（英語版）中尉: ジェームズ・フォークナー
- コグヒル（英語版）中尉: クリストファー・カザノフ
- C.S.M. ウィリアムズ: ボブ・ホスキンス
- Pte. ウィリアムズ: ダイ・ブラッドレイ（英語版）
- ストーレイ伍長: ポール・コプリー（英語版）
- ラッセル少佐: ドナルド・ピッカリング（英語版）
- ロー中尉: ニコラス・クレイ
- ボーイ・プーレン: フィル・ダニエルズ（英語版）
- フィールズ伍長: イアン・ユール（英語版）
- セントリー: ピーター・J・エリオット（英語版）
- スミス少佐: ブライアン・オショーネシー（英語版）
- ハミルトン＝ブラウン大佐: ナイジェル・ダヴェンポート
- クリーロック（英語版）大佐: マイケル・ジェイストン
- ノリス（ノッグス）・ニューマン: ロナルド・レイシー
- ヘンリー・バートル・フレール（英語版）卿: ジョン・ミルズ
- コレンソ主教: フレディ・ジョーンズ
- ファニー・コレンソ: アンナ・コールダー＝マーシャル（英語版）

## 作品の評価
Rotten Tomatoesによれば、8件の評論のうち高評価は50%にあたる4件で、平均点は10点満点中6点となっている。